# Caussade
Caussade – miejscowość i gmina we Francji, w regionie Oksytania, w departamencie Tarn i Garonna.
Według danych na rok 1990 gminę zamieszkiwało 6009 osób, a gęstość zaludnienia wynosiła 131 osób/km² (wśród 3020 gmin regionu Midi-Pyrénées Caussade plasuje się na 51. miejscu pod względem liczby ludności, natomiast pod względem powierzchni na miejscu 117.).